# Los Angeles Giltinis
Los Ángeles Giltinis, en español Giltinis de Los Ángeles, fue un equipo de rugby, ubicado en la ciudad de Los Ángeles, en California, Estados Unidos, y que participa desde 2021 en la Major League Rugby.
Durante el desarrollo de la temporada 2022 de la Major League Rugby el club fue excluido de la competencia.

## Historia
En 2018 se anunció una posible oferta de expansión de Los Ángeles para MLR, liderada por LA Coast Rugby y Adam Gilchrist, con planes para que el equipo ingrese a la liga en 2019.  La oferta del equipo fue reemplazada posteriormente por una nueva propuesta de Loyals Rugby, quienes fueron anunciados como los ganadores del equipo de expansión en 2020.   El equipo, que lleva el nombre de un cóctel como los Austin Gilgronis, comenzó a jugar en 2021.  En su primera temporada, los Giltinis registraron un récord de 12-4, recibieron y derrotaron a Rugby ATL en la final de la MLR, ganando el escudo. 
Durante la temporada 2022, MLR anunció que los Giltinis y los Gilgronis, ambos propiedad de Gilchrist, fueron descalificados de los playoffs debido a una violación de las reglas de la liga, que supuestamente incluían problemas de tope salarial.  Gilchrist presentó una demanda contra la liga en junio de 2022; los dos equipos fueron expulsados de la liga en octubre luego de un intento fallido de vender ambos equipos. 

## Estadio
Los Giltinis jugaron en el Los Angeles Memorial Coliseum, un estadio de usos múltiples en Exposition Park, Los Ángeles. 

## Palmarés
- Campeón de la Major League Rugby: 2021.
- Ganador de la Conferencia Oeste MLR: 2021.